# Giovanni Tjin
Giovanni Iwan Tjin-A-Koeng (bekend als Giovanni Tjin of TjinMMA) (Groningen, 20 februari 1983) is een Nederlandse sportjournalist en content creator, gespecialiseerd in verslaggeving van MMA, kickboksen en andere vechtsporten. Hij is mede-oprichter van UFC Nederland, een fanbased community voor Nederlandse MMA-fans, nu bekend als Veronica Fight NL. Tjin is bekend door zijn wekelijkse livestreams en zijn werk voor Sportnieuws.nl, en heeft daarnaast ook gewerkt voor het AD, FHM, Vice Sports en Spike TV.

## Achtergrond
Giovanni Tjin werd geboren op 20 februari 1983 in Groningen, Nederland. Hij is autodidact en heeft zichzelf bekwaamd in journalistieke etiquette, fotografie, video-productie en grafisch ontwerp.

## Carrière

### Interesse in vechtsport
Giovanni Tjin had altijd al interesse in vechtsporten. Toen een collega hem vertelde over een aankomend gevecht in de UFC tussen Brock Lesnar en Randy Couture voor de zwaargewichttitel, werd zijn interesse gewekt voor de sport MMA. Later speelde hij de game *UFC Undisputed 2010*, wat hem een beter inzicht gaf in de sport en de vechters, waarna hij de UFC actief begon te volgen.

### UFC Nederland en EPIC MMA
In 2013 richtte Tjin de fancommunity UFC Nederland op, die uitgroeide tot een van de grotere Nederlandse hubs voor MMA-fans en een rol speelde in de groei van de sport in Nederland. Via UFC Nederland bracht Tjin nieuws en analyses over MMA, wat de community een aanzienlijke schare volgers opleverde. De populariteit van UFC Nederland trok uiteindelijk de aandacht van Talpa, dat de community in 2019 overnam. Het platform draagt nu de naam Veronica Fight NL.
Tegelijkertijd richtte Tjin in 2015 EPIC MMA op, een platform voor vechtsportnieuws en verslaggeving van evenementen. Met EPIC MMA bracht hij samen met zijn team nieuws over grote vechtsportorganisaties en was hij aanwezig bij evenementen voor verslaggeving.

### Werk bij gerenommeerde media
Tjin heeft door de jaren heen voor verschillende gerenommeerde media gewerkt, waaronder Vice Sports, Spike TV, Sportnieuws.nl, het AD, en DPG Media. Hij heeft interviews afgenomen met bekende vechtsporters zoals Rico Verhoeven en Tyrone Spong.

### Faillissement van GLORY Kickboxing
Een van de belangrijkste publicaties in Tjins carrière was het nieuws over het faillissement van GLORY Kickboxing, een grote organisatie binnen de vechtsportwereld. Zijn berichtgeving hierover bereikte zowel de vechtsportgemeenschap als de bredere media en droeg bij aan de discussie over de toekomst van kickboksen in Nederland.

### Media-optredens
Tjin verschijnt regelmatig in verschillende media als expert op het gebied van vechtsport. Hij is te zien geweest bij RTL Nieuws en het NPO-programma *De Nieuwe Maan*, waar hij sprak over de maatschappelijke impact en populariteit van vechtsport in Nederland. Bij FunX levert hij regelmatig commentaar op de carrières en rivaliteiten van Nederlandse vechters zoals Rico Verhoeven en Jamal Ben Saddik.
Op de radio is Tjin te horen bij onder andere *De Nieuws BV* op NPO Radio 1, waar hij zijn expertise deelt over ontwikkelingen in de MMA-wereld. Zijn analyses en inzichten worden ook regelmatig aangehaald in artikelen van onder andere het Algemeen Dagblad en RTL Nieuws, waarin hij commentaar geeft op tactieken, trainingsmethoden en de impact van grote gevechten.
Tjin is daarnaast actief in nationale en internationale podcasts, zoals *The MMA Road Show* met John Morgan en de podcast van Tim Wheaton, waarin hij zijn inzichten deelt over grote vechtsportevenementen.